# Paktajåkka
Paktajåkka (Samisch:Báktajohka) is een rivier annex beek, die stroomt in de Zweedse  gemeente Kiruna. De rivier voedt en ontwatert het Paktameer (Paktajaure) en stroomt van west naar oost. Ze is ongeveer 21780 meter lang en mondt bij Tornehamn uit in het Torneträsk. De rivier kruist de E10 en de Ertsspoorlijn, haar oevers zijn ter plekke verstevigd met een aangelegde rotspartij.
Afwatering: Paktajåkka → (Torneträsk) → Torne → Botnische Golf